# آهنربای الکتریکی
آهنربای الکتریکی نوعی آهنربا است که در آن میدان مغناطیسی توسط جریان الکتریکی تولید می‌شود. زمانی که جریان قطع شود، میدان مغناطیسی ناپدید می‌شود. آهنرباهای الکتریکی موارد استفاده گسترده‌ای به عنوان اجزای دیگر وسایل الکتریکی دارند. مانند موتورها، مولدها، رله‌ها، بلندگوها، دیسک‌های سخت، دستگاه‌های ام آر آی، ابزارهای علمی و دستگاه‌های جداسازی مغناطیسی و همچنین به عنوان آهنرباهای صنعتی در جرثقیل‌ها برای بلند کردن و جابه‌جا کردن قطعه‌های سنگین آهن مورد استفاده قرار می‌گیرد.

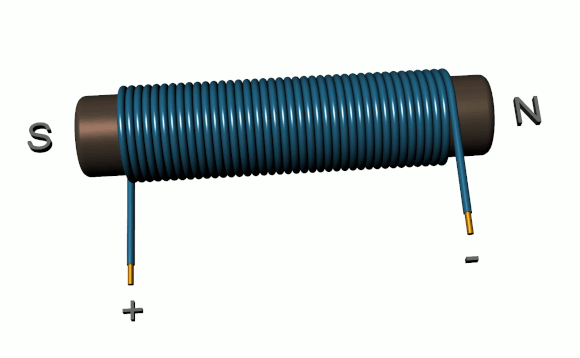
یک آهنربای مغناطیسی ساده متشکل از یک سیم پیچ با سیم روکش دار که به دور هسته آهنی پیچیده شده‌است. قدرت میدان مغناطیسی ایجاد شده به مقدار جریان و تعداد دور های سیم پیچ بستگی دارد.

جریان (I) جاری در یک سیم میدانی مغناطیسی (B) ایجاد می‌کند. جهت میدان مطابق جهت تعیین شده با قانون دست راست است.

جریان الکتریکی جاری در یک سیم، میدانی مغناطیسی اطراف سیم ایجاد می‌کند. (شکل را ببینید).
برای متمرکز کردن میدان مغناطیسی درون آهنربای الکتریکی، سیم به صورت سیم پیچ (چند دور سیم که در کنار هم قرار گرفته‌اند) درآورده شده‌است. میدان مغناطیسی هر دور سیم از مرکز هسته می‌گذرد و میدان مغناطیسی قوی ایجاد می‌کند. سیم پیچ به شکل لوله را سیم لوله می‌نامند (solenoid). سیم لوله‌ای که به شکل یک چنبره درآمده‌است، یعنی دو انتهای آن به هم متصل شده‌اند را سیم پیچ حلقوی (toroid) می‌نامند. اگر هسته‌ای فرو مغناطیس مانند آهن نرم استفاده شود، میدان‌های مغناطیسی بسیار قوی تری ایجاد می‌شود. هسته فرو مغناطیس میدان ناشی از سیم پیچ را تا هزاران برابر تقویت می‌کند؛ که این ناشی از ضریب گذر دهی مغناطیسی بسیار بالای مواد فرو مغناطیس است. این آهن‌ربا را آهن‌ربای فرو مغناطیسی می‌نامند.
جهت میدان مغناطیسی گذرنده از میان یک سیم پیچ را می‌توان توسط قانون دست راست تعیین کرد. اگر انگشتان دست راست را به دور سیم پیچ و در جهت جریان (جریان قراردادی) خم کنید، انگشت شست جهت جریان در مرکز سیم پیچ را نشان می‌دهد. سمتی که خطوط میدان مغناطیسی از آن خارج می‌شود قطب N آهن‌ربا تعریف می‌شود.
برتری اصلی یک آهن‌ربای الکتریکی بر یک آهنربای دائمی این است که میدان مغناطیسی می‌تواند با کنترل مقدار جریان الکتریکی، به مقدار زیادی تغییر داده شود. هرچند، برای حفظ میدان مغناطیسی، جریان الکتریکی دایمی مورد نیاز است.

## هسته آهنی چگونه کار می‌کند
هسته آهنربا (معمولاً آهن) از فازهای کوچکی به نام حوضه مغناطیسی تشکیل شده‌است که مانند آهنرباهای کوچکی عمل می‌کنند. قبل از ایجاد جریان در آهنربای الکتریکی، حوضه‌های مغناطیسی در جهات تصادفی قرار دارند، بنابراین میدان‌های مغناطیسی کوچک یکدیگر را خنثی می‌کنند و هسته آهنی در کل میدان مغناطیسی قابل توجهی ندارد. زمانی که جریان الکتریکی در سیمی که دور هسته پیچیده‌است، برقرار می‌شود، میدان مغناطیسی اش به آهن نفوذ می‌کند و حوضه‌های مغناطیسی را می‌چرخاند و با خود هم راستا می‌کند؛ بنابراین میدان‌های مغناطیسی کوچک حوضه‌ها به میدان مغناطیسی سیم اضافه می‌شوند و میدان مغناطیسی قوی به وجود می‌آورند که از هسته به سمت فضای اطراف آن خارج می‌شود. هرچه جریان الکتریکی که از سیم عبور می‌کند زیادتر باشد، حوضه‌های مغناطیسی بیشتری با میدان مغناطیسی آن هم راستا می‌شوند و در نتیجه میدان مغناطیسی قوی تری به وجود می‌آید. در نهایت تمام حوضه‌های مغناطیسی با میدان سیم همراستا می‌شوند و افزایش جریان تنها باعث افزایش جزئی در میدان مغناطیسی می‌شود این حالت را اشباع مغناطیسی می‌نامند.
زمانی که جریان در سیم پیچ قطع می‌شود، اکثر حوضه‌های مغناطیسی نظم خود را از دست می‌دهند و به جهتی تصادفی می‌چرخند و میدان از بین می‌رود. هرچند، مقداری از نظم به خاطر اینکه حوضه‌ها بر ای چرخاندن میدان مغناطیسی خود با مخالفت رو به رو می‌شوند، باقی می‌ماند و هسته را دارای خاصیت آهن‌ربایی دایمی ضعیفی باقی می‌گذارد. به این پدیده پسماند مغناطیسی می‌گویند.
میدان ناشی از یک باتری تک سلولی، آهن به وزن ۷ اونس (تقریباً۲۰۰ گرم)، می‌توانست ۹ پوند (تقریباً ۴ کیلوگرم) را بلند کند.
آهنرباهای داو|لانداو]]، بلوخ و دیگران تدوین شد.

## موارد مصرف آهنرباهای الکتریکی

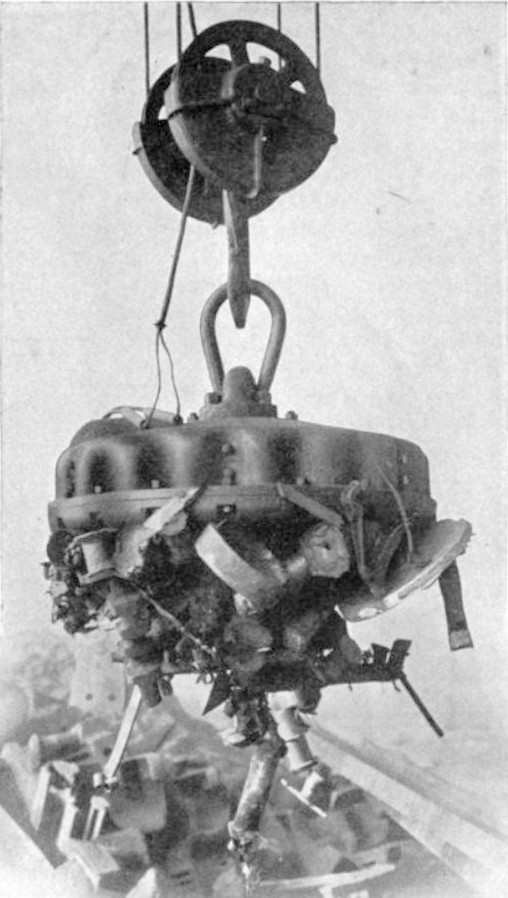
آهن‌ربای الکتریکی صنعتی در حال بلند کردن آهن قراضه، ۱۹۱۴

آهنرباهای الکتریکی به طور گسترده‌ای در دستگاه‌های الکتریکی و الکترومغناطیسی استفاده می‌شوند. شامل:
- موتورها و مولدها
- مبدل‌های الکتریکی
- رله‌ها، شامل رید رله‌ها مورد استفاده در سویچ‌های تلفن
- زنگ‌های الکتریکی
- بلندگوها
- ضبط مغناطیسی و ذخیره داده:نوار کاست، ویدیو کاست، دیسک‌های سخت (هارددیسک‌ها)
- ابزارهای علمی مانند ام آر آی و طیف‌سنجی جرمی
- شتاب دهنده ذرات
- قفل‌های مغناطیسی
- جداسازی مغناطیسی مواد
- آهنرباهای جرثقیل صنعتی
- دریل مغناطیسی (دریل مگنت)
- ایجاد لرزش
- سیستم‌های تعلیق مغناطیسی در قطارهای پر سرعت

## آنالیز آهنرباهای الکتریکی فرومغناطیس
میدان مغناطیسی آهنرباهای الکتریکی در کل با قانون آمپر به دست می‌آید؛ که می‌گوید انتگرال میدان مغناطیسی H اطراف هر سطح بسته‌ای برابر است با جمع جریان جاری در سیم پیچ. معادله دیگری نیز استفاده می‌شود که میدان مغناطیسی را بر اساس هر جز از جریان به دست می‌دهد و قانون بیوساوار نام دارد. محاسبه میدان مغناطیسی و نیروی ناشی از ماده فرومغناطیس به دو دلیل مشکل است. اول، به این خاطر که شدت میدان در هر نقطه به صورت پیچیده‌ای متفاوت است، مخصوصاً خارج هسته و در شکاف‌های هوایی، که باید میدان‌های حاشیه‌ای و نشتی مغناطیسی در نظر گرفته شوند. دوم، میدان مغناطیسی B و نیرو توابعی غیرخطی از جریان و متناسب با رابطه غیر خطی B و H برای ماده مورد استفاده در هسته هستند. برای محاسبه دقیق، نرم‌افزارهایی استفاده می‌شوند که می‌توانند مدلی از میدان مغناطیسی بر اساس میزان شار الکتریکی و تعداد دور سیمیچ را نشان دهند.